# Cape Fear (film fra 1991)
 For alternative betydninger, se Cape Fear. (Se også artikler, som begynder med Cape Fear)
Cape Fear er en amerikansk psykologisk thriller fra 1991 instrueret af Martin Scorsese efter manuskript af Wesley Strick. Hovedrollerne spilles af Nick Nolte, Robert De Niro, Jessica Lange og Juliette Lewis. Filmen er en nyindspilning af J. Lee Thompsons Cape Fear fra 1962. Robert Mitchum, Gregory Peck og Martin Balsam fra 1962-udgaven optræder alle i mindre roller i Scorseses version.

## Medvirkende
- Nick Nolte som Sam Bowden
- Robert De Niro som Max Cady
- Jessica Lange som Leigh Bowden
- Juliette Lewis som Danielle Bowden
- Joe Don Baker som Claude Kersek
- Robert Mitchum som Lieutenant Elgart
- Gregory Peck som Lee Heller
- Martin Balsam som Dommer
- Illeana Douglas som Lori Davis
- Fred Thompson som Tom Broadbent
- Zully Montero

## Priser og nomineringer
Robert De Niro blev nomineret til en Oscar for bedste mandlige hovedrolle og Juliette Lewis blev nomineret til en Oscar for bedste kvindelige birolle.